# Das Bayerische Jahrtausend
Das Bayerische Jahrtausend ist eine Sendereihe des Bayerischen Fernsehens aus dem Jahr 2011 (Erstausstrahlung: 31. März 2012), welche der Geschichte Bayerns im zweiten Jahrtausend auf den Grund geht und Ursachen und Prozesse der gesellschaftlichen Entwicklung vermittelt. Sprecher und Präsentator der Sendung Udo Wachtveitl zeigt mit Informationen, Interviews, Spielszenen, Animationen und Anschauungsobjekten sowie dem Begehen der heutigen Schauplätze von damals eine neue Sicht auf Bayerns Geschichte.
Jede 45-minütige Folge der zehnteiligen Doku-Reihe von Christian Lappe wird gleichzeitig einem Jahrhundert und einer Stadt gewidmet:
- 11. Jahrhundert: Bamberg[3][4]
- 12. Jahrhundert: Würzburg[5]
- 13. Jahrhundert: Regensburg[6]
- 14. Jahrhundert: Straubing
- 15. Jahrhundert: Nürnberg
- 16. Jahrhundert: Augsburg[7]
- 17. Jahrhundert: Ingolstadt
- 18. Jahrhundert: Erlangen[8][9]
- 19. Jahrhundert: Fürth
- 20. Jahrhundert: München